# 桓国
桓国是朝鮮半島的傳說中，有關檀君神話裡所提及的一個神話傳說國度。實際上並沒有考古證據證明這個國家的存在。
桓国在东亚古籍中都无记载，最早出现于朝鮮半島的建國神話伪书《桓檀古记》（于公元1911年由韩国太白教的桂延壽编纂成书）中，有關帝释桓因（即帝释天，别名释提桓因，来源于佛教神话中的释迦提婆因提）的子孙檀君神話裡所提及的一個神話傳說國度。